# 金泉（龜尾）站
金泉（龜尾）站（：／ Gimcheon (Gumi) yeok */?）是京釜高速線沿線的一座高速鐵路車站，位於韓國庆尚北道金泉市南面玉山里，有KTX及SRT列車停靠。本站站名其實是「金泉」，但為免與金泉站混淆，便加註副站名「龜尾」，久而久之及形成這樣特殊的雙主站名。韓國鐵道公社電腦顯示站名是（金泉龜尾站），而英文站名則登錄為。

## 車站結構
2面4線對向式月台，中間2線為通過線。

### 月台配置
| ↑大田    |
| ２ \| １ |
| 東大邱↓  |

| 月台 | 路線       | 類別     | 目的地                                 |
| ---- | ---------- | -------- | -------------------------------------- |
| 1    | 京釜高速線 | KTX、SRT | 東大邱、慶州、釜山、浦項、晉州方向     |
|      | 京釜高速線 | KTX、SRT | 通過線                                 |
| 2    | 京釜高速線 | KTX、SRT | 大田、水原、首爾、幸信、水西、龍山方向 |

## 歷史
- 2004年4月1日：京釜高速線首爾至大邱段通車。此站位於該路段，但此站尚未建設。
- 2010年11月1日：京釜高速線大邱至釜山段通車。同時，此站正式啟用。

## 相鄰車站
韓國鐵道公社
京釜高速線
KTX
大田－金泉（龜尾）－東大邱